# Fight to Survive
Fight to Survive è il primo album in studio del gruppo musicale statunitense White Lion, pubblicato dalla JVC Victor in Giappone nel novembre del 1985.
Il gruppo aveva firmato un contratto con la Elektra Records, che accantonò l'album senza alcuna intenzione di distribuirlo negli Stati Uniti. L'etichetta indipendente Grand Slamm Records comprò i diritti dalla Elektra e pubblicò il disco in Nord America nel 1986. Il cantante Mike Tramp ha spiegato come, una volta sciolto il contratto che legava i White Lion alla Elektra, il loro manager sia riuscito a ottenere il diritto di concedere in licenza l'album e pubblicarlo in Giappone. Tramp stesso ha affermato di andare molto orgoglioso di brani come All the Fallen Men e Kid of 1000 Faces, da lui ritenuti come i più oscuri che abbia mai scritto. L'album è entrato in classifica solamente nel 1988, in seguito al successo ottenuto dal gruppo con il successivo Pride, raggiungendo la posizione numero 151 della Billboard 200 negli Stati Uniti.
La canzone Broken Heart è stata pubblicata come singolo di debutto della band ed è stata accompagnata da un video musicale. Il brano è stato nuovamente registrato per l'album Mane Attraction nel 1991.

## Tracce
Testi e musiche di Vito Bratta e Mike Tramp, eccetto dove indicato.
1. Broken Heart – 3:33
2. Cherokee – 4:56
3. Fight to Survive – 5:14 (Bratta, Tramp, Nicky Capozzi)
4. Where Do We Run – 3:29 (Bratta, Tramp, Felix Robinson)
5. In the City – 4:39 (Bratta, Tramp, Robinson)
6. All the Fallen Men – 4:53
7. All Burn in Hell – 4:21 (Bratta, Tramp, Capozzi)
8. Kid of 1000 Faces – 4:02 (Bratta, Tramp, Capozzi, Robinson)
9. El Salvador – 4:49
10. The Road to Valhalla – 4:30

Alcune versioni rimasterizzate dell'album presentano delle tracce bonus registrate dal vivo durante il tour promozionale di Pride. L'album è stato ripubblicato nel 2014 dalla Rock Candy Records in edizione speciale da collezione e con audio completamente rimasterizzato in tecnologia digitale a 24 bit. Quest'ultima edizione contiene anche un libretto di 12 pagine a colori, con rare foto e una nuova intervista a Mike Tramp.

## Formazione
- Mike Tramp – voce
- Vito Bratta – chitarre
- Felix Robinson – basso (non accreditato)
- Nicki Capozzi – batteria (non accreditato)
- James Lomenzo – basso (solo accreditato, non suonò nel disco)
- Greg D'Angelo – batteria (solo accreditato, non suonò nel disco)

### Altri musicisti
- Harry Baierl – pianoforte
- Roderiich Gold – tastiere